# Estadio Antoinette Tubman
El Estadio Antoinette Tubman (en inglés: Antoinette Tubman Stadium) es un estadio de usos múltiples en la ciudad de Monrovia, la capital del país africano de Liberia. Se utiliza sobre todo para la celebración de partidos de fútbol. Tiene una capacidad aproximada para recibir a unas 10.000 personas. Fue llamado así en honor de Antoinette Tubman, la esposa del expresidente William S. Tubman (1944-1971). El estadio está situado en el centro de la capital nacional.  Desde 2001, el estadio posee una superficie de césped sintética, que fue posible gracias al apoyo financierp de la FIFA (proyectos GOAL).